# Trupa Lorda Szambelana
Trupa Lorda Szambelana (także: Słudzy Lorda Szambelana; ang. Lord Chamberlain's Men) – angielska grupa aktorska, w której występował jako aktor oraz dla której przez większość kariery dramaty pisał William Szekspir. Wkrótce po założeniu, w 1603 roku, została jedną z dwóch wiodących tego typu grup w Londynie i była wspierana finansowo przez Jakuba I Stuarta.
Została założona w czasach panowania Elżbiety I Tudor w 1594 roku, pod patronatem Henry’ego Careya, pierwszego barona Hunsdon, potem Lorda Szambelana (stąd nazwa). Grupa zmieniła nazwę na King’s Men w 1603 roku, kiedy patronat nad nią objął Jakub I Stuart.